# Yang Manchun
Yang Manchun es el nombre que recibe el comandante de Goguryeo de la Fortaleza Ansi en la década de 640. La fortaleza Ansi se encontraba en la frontera entre Goguryeo y Tang, probablemente localizada en las inmediaciones de Haicheng, Liaoning. A Yang se le reconoce como salvador del reino por su exitosa defensa contra Taizong de Tang.

## Nombre
Se desconoce si su nombre real era "Yang Manchun". Kim Bu-sik, en su obra Samguk Sagi (Crónicas de los Tres Reinos) lamentaba que el nombre del comandante de la Fortaleza Ansi era desconocido:

Taizong de Tang fue un gobernador inteligente y prominente. Terminó con altercados como Shāng Tāng y Rey Wu de Zhou, y gobernaba con razón como Rey Cheng de Zhou y Rey Kang de Zhou. Cuando comandaba el ejército, tenía infinitas estrategias y no tenía rival, pero cuando atacó el este, fue derrotado en Ansi, Por eso, el defensor de Ansi debió haber sido un héroe e incluso un hombre inusualmente brillante. De todos modos, su nombre se ha perdido en la historia, tal como expresaron los "Yangzi": "El nombre del gran oficial de la región Qi-Lu (actual Shandong) se ha perdido en la historia". Esto es lamentable

Aun así, dos fuentes coreanas le nombran Yang Manchun.: Las obras recopiladas del maestro Dongchundang (en hangul, 동춘당선생별집; en hanja, 同春堂先生別集) por Song Jungil (en hangul, 송준길; en hanja, 宋浚吉), fue recopilado por primera vez en 1768, incluyendo el fragmento: "Alguien preguntó, ¿cuál es el nombre del comandante de la fortaleza Ansi?" Jungil respondió: "Era Yang Manchun. Él habilidosamente estudió el ejército de Taizong y le llamamos correctamente "Seonsu Seognja" (en hangul, 선수성자; en hanja, 善守城者; significado, ‘Hábil defensor de la fortaleza’). Además, el Yeolha Ilgi (en hangul, 열하일기; en hanja, 熱河日記; significado, ‘El diario de Jehol’), escrito por Park Ji-won en el siglo XVIII, incluía: " Cuando Yang Manchun, el maestro de la fortaleza Ansi, disparó una flecha y apagó el ojo del emperador Taizong de la dinastía Tang, el emperador reunió a su ejército bajo la muralla. Esto no fue una señal de un ataque inmediato, sino una demostración de la generosidad del emperador al otorgar a Yang Manchun cien rollos de seda, alabándolo por defender la Fortaleza con éxito para su propio rey coreano." Con el tiempo, Yang Manchun se hizo de uso general como defensor de la fortaleza de Ansi.

## Implicación en la Guerra Goguryeo-Tang
En 642, Yeon Gaesomun mató al rey Yeongnyu y tomó el control militar sobre el país. Sin embargo, aunque Yeon había ganado rápidamente el control sobre el resto del país, Yang Manchun se negó a entregar la fortaleza de Ansi. Después de un largo asedio y repetidos intentos fallidos de asaltar la fortaleza, Yeon se vio obligado a retirarse y permitir que Yang mantuviera su posición como comandante de la fortaleza. Esto resultó ser ventajoso. 
En 645, Taizong dirigió una campaña contra Goguryeo . Algunas fortalezas fronterizas de Goguryeo cayeron temprano, pero Tang no pudo reducir la fortaleza de Ansi. Goguryeo envió un ejército de 150,000 hombres para levantar el asedio de la fortaleza Ansi, pero no lograron levantarlo. A pesar del asedio de Ansi, el ejército Tang logró conseguir su capitulación. Taizong finalmente ordenó la construcción de una gran rampa de tierra para el asedio, la cual Yang capturó y usó como parte de su defensa. Cuando llegó el invierno, las fuerzas Tang se vieron obligadas a retirarse. 
El asedio de la fortaleza de Ansi es relatado en detalle, aunque sin el nombre del comandante, en el Samguk Sagi (Goguryeo, vol. 9 [Vol. 21 global]).

## En la cultura popular
- Interpretado por Im Dong-jin en la serie de televisión de la KBS Dae Jo Yeong (2006-2007).
- Interpretado por Shin Dong-hoon en la serie de televisión de la SBS Yeon Gaesomun (2006-2007).
- Interpretado por Joo Jin-mo en la serie de televisión de la KBS2 The Blade and Petal.
- Interpretado por Jo In-sung en la película de 2018 The Great Battle.